# Frank Ueberschaer
Frank Ueberschaer (* 1972 in Köln) ist ein deutscher evangelischer Theologe und Alttestamentler.

## Leben
Er studierte evangelische Theologie und Judaistik in Wuppertal, Heidelberg, Jerusalem und Bochum. Er promovierte in Wuppertal 2007 über den Bildungsbegriff im Buch Ben Sira und arbeitete anschließend als Pfarrer in Deutschland und der Schweiz. Von 2010 bis 2016 war er Oberassistent an der Theologischen Fakultät in Zürich und habilitierte über die Text- und Literaturgeschichte von 1. Könige 11–14.
Seine Forschungsinteressen sind Geschichte Israels, Ikonographie des Alten Orients, Königtum im Alten Israel und im Alten Orient, Weisheit in Israel und im Alten Orient, Ben Sira / Jesus Sirach, Text- und Literaturgeschichte, 1–2 Könige und Rechtsdenken im Alten Israel und im Alten Orient. Seit 2016 lehrt er als Juniorprofessor und seit 2019 als Professor für Altes Testament an der Theologischen Fakultät der Universität Halle-Wittenberg. Seit dem 1. September 2022 ist er Dekan der Theologischen Fakultät Halle. 
Seit 2013 ist er mit der Neutestamentlerin Nadine Ueberschaer verheiratet.

## Schriften (Auswahl)
- Weisheit aus der Begegnung. Bildung nach dem Buch Ben Sira. Berlin 2007, ISBN 3-11-020414-2.
- als Herausgeber mit Thomas Wagner und Jonathan Miles Robker: Text – Textgeschichte – Textwirkung. Festschrift zum 65. Geburtstag von Siegfried Kreuzer. Münster 2014, ISBN 978-3-86835-132-3.
- Vom Gründungsmythos zur Untergangssymphonie. Eine text- und literaturgeschichtliche Untersuchung zu 1Kön 11–14. Berlin 2015, ISBN 3-11-042515-7.
- als Herausgeber mit Thomas Wagner und Jonathan Miles Robker: Theologie und Textgeschichte. Septuaginta und masoretischer Text als Äußerungen theologischer Reflexion. Tübingen 2018, ISBN 3-16-155494-9.